# Carl-Henric Nauckhoff
Carl-Henric Olof Herman Nauckhoff, född 31 oktober 1918 i Västerås, död 21 september 2015 i Båstad, var en svensk friherre, jurist och diplomat.

## Biografi
Nauckhoff var son till överingenjör, friherre Henric Nauckhoff (1888-1948) och Birgitta Rydholm. Han avlade juris kandidatexamen i Uppsala 1942 före tingstjänstgöring 1942–1945. Nauckhoff blev attaché vid Utrikesdepartementet (UD) 1945, tjänstgjorde i Ottawa 1946-1949, UD 1949-1950, sekreterare vid svenska OEEC-delegationen i Paris 1950-1954, förste sekreterare vid UD 1954-1959, handelsråd i Washington, D.C. 1959-1963, byråchef vid UD 1963, utrikesråd och biträdande chef för UD:s handelsavdelning 1964, tjänstgjorde vid UD:s förhandlingsgrupp 1968, sändebud i Mexiko och Kuba 1969-1972, inspektör vid UD 1972-1975, generalkonsul i New York 1975-1978, sändebud i Tunis 1978-1982 och sändebud i Haag 1982-1984.
Han gifte sig första gången 1941 med filosofie magister Birgitta Linderholm (1920-1974) och andra gången 1979 med Elisabet af Trolle (1931-2005), född Hörstadius. Han var far till Eva (född 1944), Christina (född 1945), Jan (född 1948) och Henric (född 1955).

## Utmärkelser
- Officer av Nederländska Oranien-Nassauorden (OffNedONO)[4]